# Polnischer Senat (Zweite Republik)
Der Senat war in der Zweiten Republik 1922 bis 1939 eine Kammer des polnischen Parlaments mit Sitz in Warschau.
Am 17. März 1921 wurde die Verfassung der zweiten Republik verabschiedet. Die Verfassung sah ab 1922 ein bikamerales Parlament vor. Neben dem Senat bestand der Sejm.
Der Senat bestand 1922 bis 1935 aus 111 und 1935 bis 1939 aus 96 Abgeordneten. Wählbar waren Männer und Frauen mit einem Mindestalter von 40 Jahren. Rechtsgrundlage war das Gesetz vom 28. Juli 1922 über die Wahlordnung für den Senat bzw. die Wahlordnung vom 8. Juli 1935. Bis 1935 wurden 93 Abgeordnete in 17 Wahlkreisen (die den Wojewodschaften entsprachen) mit je 3 bis 9 Sitzen gewählt. Weitere 18 Abgeordnete wurden über Staatslisten gewählt. 1935 bis 1939 wurden 64 Senatoren in den Wahlkreisen gewählt und 32 vom Staatspräsidenten ernannt. Die Wahlen fanden jeweils eine Woche nach den Sejm-Wahlen statt.
| Wahlperiode | Wahltermin         | Legislaturperiode                       |
| ----------- | ------------------ | --------------------------------------- |
| I. Senat    | 12. November 1922  | 28. November 1922 bis 13. Juli 1927     |
| II. Senat   | 11. März 1928      | 27. März 1928 bis 13. März 1930         |
| III. Senat  | 23. November 1930  | 9. Dezember 1930 bis 4. Juni 1935       |
| IV. Senat   | 15. September 1935 | 4. Oktober 1935 bis 26. Juli 1938       |
| V. Senat    | 13. November 1938  | 28. November 1938 bis 2. September 1939 |

Mit der Besetzung Polens durch Deutschland und die Sowjetunion endete auch die Geschichte des Senats der zweiten Republik.